# Список Героев Советского Союза — участников советско-японской войны
В данном списке представлены Герои Советского Союза, получившие это звание согласно Указам Президиума Верховного Совета СССР за боевые заслуги во время советско-японской войны (9 августа — 2 сентября 1945 года). Со стороны Красной Армии принимали участие в боевых действиях 1 747 225 советских военнослужащих. Из них погибли в бою, умерли от ран и болезней, пропали без вести, погибли по другим причинам 12 031 человек, санитарные потери составили 24 425 человек.
За боевые подвиги в боях с японскими войсками около 308 000 солдат и офицеров были награждены орденами и медалями, а 88 из них стали Героями Советского Союза. Шестеро военнослужащих, ранее удостоенных звания Героя Советского Союза, по итогам советско-японской войны стали дважды Героями Советского Союза.
Имена удостоенных звания Героя посмертно выделены в таблице серым цветом.

### Дважды Герои Советского Союза
| № | Дата присвоения звания Героя | Ф. И. О                           | Воинское звание                  | Должность | Дата рождения | Дата смерти | Примечание                                                           |
| - | ---------------------------- | --------------------------------- | -------------------------------- | --- | ------------- | ----------- | -------------------------------------------------------------------- |
| 1 | указ от 08.09.1945           | Василевский, Александр Михайлович | Маршал Советского Союза          | главнокомандующий советскими войсками на Дальнем Востоке                                                            | 30.09.1895    | 05.12.1977  | Впервые звание Героя Советского Союза присвоено 29 июля 1944 года.   |
| 2 | указ от 08.09.1945           | Кравченко, Андрей Григорьевич     | Генерал-полковник танковых войск | командующий 6-й гвардейской танковой армией Забайкальского фронта                                                   | 30.11.1899    | 18.10.1963  | Впервые звание Героя Советского Союза присвоено 10 января 1944 года. |
| 3 | указ от 08.09.1945           | Крылов, Николай Иванович          | Генерал-полковник                | командующий 5-й армией 1-го Дальневосточного фронта                                                                 | 29.04.1903    | 09.02.1972  | Впервые звание Героя Советского Союза присвоено 19 апреля 1945 года. |
| 4 | указ от 14.09.1945           | Леонов, Виктор Николаевич         | Старший лейтенант                | командир 140-го отдельного разведывательного отряда разведотдела штаба Тихоокеанского флота                         | 21.11.1917    | 7.10.2003   | Впервые звание Героя Советского Союза присвоено 5 ноября 1944 года.  |
| 5 | указ от 08.09.1945           | Новиков, Александр Александрович  | Главный маршал авиации           | командующий Военно-Воздушными Силами РККА, командующий ВВС Главного командования советских войск на Дальнем Востоке | 19.11.1900    | 3.12.1976   | Впервые звание Героя Советского Союза присвоено 17 апреля 1945 года. |
| 6 | указ от 08.09.1945           | Плиев, Исса Александрович         | Генерал-полковник                | командующий советско-монгольской конно-механизированной группой Забайкальского фронта                               | 25.11.1903    | 06.02.1979  | Впервые звание Героя Советского Союза присвоено 19 апреля 1945 года. |

### Герои Советского Союза
| №  | Дата присвоения звания Героя   | Ф. И. О                            | Воинское звание                  | Должность | Дата рождения        | Дата смерти | Примечание                                                                             |  |
| -- | ------------------------------ | ---------------------------------- | -------------------------------- | --- | -------------------- | ----------- | -------------------------------------------------------------------------------------- |  |
| 1  | указ от 14.09.1945             | Антонов, Неон Васильевич           | Контр-адмирал                    | командующий Амурской военной флотилией | 19.01.1907           | 20.10.1948  |                                                                                        |  |
| 2  | указ от 14.09.1945             | Бабиков, Макар Андреевич           | Главный старшина                 | командир взвода 140-го отдельного разведывательного отряда особого назначения Тихоокеанского флота | 31.07.1921           | 02.02.2009  |                                                                                        |  |
| 3  | указ от 05.05.1990             | Бадмаев, Эренцен Лиджиевич         | Старший лейтенант                | командир стрелковой роты 785-го стрелкового полка 144-й стрелковой дивизии 5-й армии 1-го Дальневосточного фронта | 15.12.1918           | 07.08.1992  |                                                                                        |  |
| 4  | указ от 08.09.1945             | Балдынов, Илья Васильевич          | Полковник                        | командир 109-й гвардейской стрелковой дивизии 53-й армии Забайкальского фронта | 03.08.1903           | 22.09.1980  |                                                                                        |  |
| 5  | указ от 14.09.1945 (посмертно) | Баляев, Яков Илларионович          | Матрос                           | пулемётчик 355-го отдельного батальона морской пехоты Сучанского сектора береговой обороны Тихоокеанского флота | 09.06.1924           | 14.08.1945  |                                                                                        |  |
| 6  | указ от 14.09.1945             | Балякин, Леонид Николаевич         | Капитан-лейтенант                | командир сторожевого корабля «Метель» 1-го дивизиона сторожевых кораблей Владивостокского морского оборонительного района Тихоокеанского флота                                                                                             | 19.08.1915           | 26.02.1981  |                                                                                        |  |
| 7  | указ от 14.09.1945             | Бараболько, Михаил Петрович        | Майор                            | командир 355-го отдельного батальона морской пехоты Сучанского сектора береговой обороны Тихоокеанского флота | 03.08.1909           | 08.02.1989  |                                                                                        |  |
| 8  | указ от 14.09.1945             | Барбашинов, Михаил Никанорович     | Майор                            | командир 37-го штурмового авиационного полка 12-й штурмовой авиационной дивизии Военно-воздушных сил Тихоокеанского флота | 22.01.1907           | 06.04.1997  |                                                                                        |  |
| 9  | указ от 08.09.1945             | Барташов, Макар Власович           | Полковник                        | командир 12-й штурмовой авиационной дивизии Военно-воздушных сил Тихоокеанского флота | 20.09.1909           | 07.02.1948  |                                                                                        |  |
| 10 | указ от 14.09.1945             | Беспалов, Михаил Гаврилович        | Капитан 3-го ранга               | командир 1-й бригады сторожевых кораблей Тихоокеанского флота | 28.09.1912           | 27.11.1973  |                                                                                        |  |
| 11 | указ от 14.09.1945             | Бирюля, Константин Пименович       | Сержант                          | командир пулемётного отделения 355-го отдельного батальона морской пехоты Сучанского сектора береговой обороны Тихоокеанского флота | 18.01.1919           | 03.07.1949  |                                                                                        |  |
| 12 | указ от 08.09.1945             | Бирченко, Иван Кузьмич             | Старший лейтенант                | командир роты мотострелкового батальона 172-й отдельной танковой бригады 2-го Дальневосточного фронта | 07.01.1913           | 12.01.1961  |                                                                                        |  |
| 13 | указ от 14.09.1945             | Буркин, Михаил Иванович            | Подполковник                     | командир 52-го минно-торпедного авиационного полка 2-й минно-торпедной авиационной дивизии ВВС Тихоокеанского флота | 15.12.1918           | 07.08.1992  |                                                                                        |  |
| 14 | указ от 06.05.1965 (посмертно) | Буюклы, Антон Ефимович             | Старший сержант                  | командир пулемётного расчёта 165-го стрелкового полка 79-й стрелковой дивизии 16-й армии 2-го Дальневосточного фронта | 1915                 | 14.08.1945  |                                                                                        |  |
| 15 | указ от 08.09.1945             | Васильев, Павел Ефимович           | Капитан                          | заместитель командира по политчасти 132-го отдельного мотоштурмового инженерно-сапёрного батальона 21-й моторизованной инженерно-сапёрной бригады 15-й армии 2-го Дальневосточного фронта                                                  | 14.01.1909           | 20.07.1978  |                                                                                        |  |
| 16 | указ от 08.09.1945 (посмертно) | Васильев, Павел Фёдорович          | Полковник                        | командующий артиллерией 17-й гвардейской стрелковой дивизии 39-й армии Забайкальского фронта | 06.11.1906           | 15.08.1945  |                                                                                        |  |
| 17 | указ от 14.09.1945 (посмертно) | Вилков, Николай Александрович      | Старшина первой статьи           | боцман плавбазы «Север» Петропавловской военно-морской базы Тихоокеанского флота | 09.12.1918           | 18.08.1945  |                                                                                        |  |
| 18 | указ от 14.09.1945             | Воронин, Иван Фёдорович            | Капитан                          | командир эскадрильи 37-го штурмового авиационного полка 12-й штурмовой авиационной дивизии ВВС Тихоокеанского флота | 15.06.1916           | 22.06.1997  |                                                                                        |  |
| 19 | указ от 14.09.1945             | Воронков, Максим Георгиевич        | Капитан 1-го ранга               | командир 2-й бригады речных кораблей Амурской военной флотилии | 15.06.1916           | 22.06.1997  |                                                                                        |  |
| 20 | указ от 08.09.1945             | Гнечко, Алексей Романович          | Генерал-майор                    | Командующий войсками Камчатского оборонительного района 2-го Дальневосточного фронта | 23.02.1900           | 07.04.1980  |                                                                                        |  |
| 21 | указ от 14.08.1945 (посмертно) | Голубков, Николай Николаевич       | Старшина первой статьи           | командир отделения комендоров-зенитчиков плавучей зенитной батареи «ПВО-1232» Амурской военной флотилии | 1915                 | 14.08.1945  |                                                                                        |  |
| 22 | указ от 08.09.1945             | Громов, Иван Петрович              | Капитан                          | командир батальона 586-го стрелкового полка 396-й стрелковой дивизии 2-й армии 2-го Дальневосточного фронта | 21.11.1913           | 09.04.1993  |                                                                                        |  |
| 23 | указ от 08.09.1945             | Дёмин, Николай Архипович           | Старшина                         | помощник командира взвода пешей разведки 8-го стрелкового полка 3-й стрелковой дивизии 2-й армии 2-го Дальневосточного фронта | 19.12.1918           | 25.07.1998  |                                                                                        |  |
| 24 | указ от 14.09.1945             | Друздев, Николай Игнатьевич        | Капитан                          | командир 34-го ближнебомбардировочного авиационного полка 10-й авиационной дивизии пикирующих бомбардировщиков ВВС Тихоокеанского флота | 08.05.1918           | 12.04.1975  |                                                                                        |  |
| 25 | указ от 08.09.1945             | Захаров, Матвей Васильевич         | Генерал армии                    | начальник штаба Забайкальского фронта | 17.08.1898           | 31.01.1972  | Вторично звание Героя Советского Союза присвоено М. В. Захарову 22 сентября 1971 года. |  |
| 26 | указ от 08.09.1945             | Зданович, Гавриил Станиславович    | Генерал-майор                    | командир 203-й стрелковой дивизии 53-й армии Забайкальского фронта | 10.04.1900           | 06.07.1984  |                                                                                        |  |
| 27 | указ от 08.09.1945             | Иванов, Семён Павлович             | Генерал-полковник                | начальник штаба Главного командования советских войск на Дальнем Востоке | 13.09.1907           | 26.09.1993  |                                                                                        |  |
| 28 | указ от 01.09.1958 (посмертно) | Ильичёв, Пётр Иванович             | Краснофлотец                     | рулевой сторожевого катера «СК-253» 6-го дивизиона сторожевых кораблей Петропавловской военно-морской базы Тихоокеанского флота | 28.01.1927           | 18.08.1945  |                                                                                        |  |
| 29 | указ от 14.09.1945             | Ильяшенко, Георгий Данилович       | Лейтенант                        | лётчик 4-го минно-торпедного авиационного полка 2-й минно-торпедной авиационной дивизии ВВС Тихоокеанского флота | 01.05.1918           | 02.08.1987  |                                                                                        |  |
| 30 | указ от 14.09.1945             | Казачинский, Константин Васильевич | Капитан 3-го ранга               | командир дивизиона торпедных катеров 1-й бригады торпедных катеров Тихоокеанского флота | 25.01.1912           | 27.04.1994  |                                                                                        |  |
| 31 | указ от 14.09.1945             | Карпенко, Иван Трофимович          | Майор                            | помощник командира по лётной подготовке и воздушному бою 52-го дальне-бомбардировочного авиационного полка 2-й минно-торпедной авиационной дивизии Тихоокеанского флота                                                                    | 14 декабря 1916 года | 02.09.1970  |                                                                                        |  |
| 32 | указ от 08.09.1945             | Катков, Фёдор Григорьевич          | Генерал-лейтенант танковых войск | командир 7-го механизированного корпуса 6-й гвардейской танковой армии Забайкальского фронта | 04.06.1901           | 30.10.1992  |                                                                                        |  |
| 33 | указ от 08.09.1945 (посмертно) | Колесник, Василий Степанович       | Ефрейтор                         | сапёр 75-го отдельного пулемётного батальона 112-го укреплённого района 1-й армии 1-го Дальневосточного фронта | 1923                 | 10.08.1945  |                                                                                        |  |
| 34 | указ от 14.09.1945             | Комаров, Александр Николаевич      | Краснофлотец                     | заместитель командира отделения автоматчиков 13-й бригады морской пехоты Тихоокеанского флота | 15.07.1922           | 17.08.1982  |                                                                                        |  |
| 35 | указ от 08.09.1945             | Кореляков, Алексей Николаевич      | Красноармеец                     | стрелок мотострелкового батальона 172-й отдельной танковой бригады 2-го Дальневосточного фронта | 27.03.1926           | 18.06.1950  |                                                                                        |  |
| 36 | указ от 14.09.1945             | Корнер, Виктор Дмитриевич          | Капитан 3-го ранга               | командир монитора «Сун-Ят-Сен» Амурской военной флотилии | 20.01.1912           | 12.05.1984  |                                                                                        |  |
| 37 | указ от 14.09.1945             | Кострицкий, Сергей Петрович        | Капитан 3-го ранга               | командир 3-го дивизиона торпедных катеров 1-й бригады торпедных катеров Тихоокеанского флота | 25.10.1910           | 03.02.1982  |                                                                                        |  |
| 38 | указ от 08.09.1945             | Кот, Василий Андреевич             | Старший лейтенант                | старший инструктор политотдела 101-й стрелковой дивизии 16-й армии 2-го Дальневосточного фронта | 08.03.1916           | 10.11.1998  |                                                                                        |  |
| 39 | указ от 14.09.1945             | Кочетков, Михаил Иванович          | Капитан                          | заместитель командира по политической части 355-го отдельного батальона морской пехоты Сучанского сектора береговой обороны Тихоокеанского флота                                                                                           | 21.11.1910           | 17.04.2000  |                                                                                        |  |
| 40 | указ от 14.09.1945             | Крапивный, Фёдор Андреевич         | Младший лейтенант                | командир звена 37-го штурмового авиационного полка 12-й штурмовой авиационной дивизии Военно-воздушных сил Тихоокеанского флота | 10.08.1918           | 22.07.2000  |                                                                                        |  |
| 41 | указ от 14.09.1945 (посмертно) | Крыгин, Михаил Петрович            | Лейтенант                        | оперативный уполномоченный отдела контрразведки «СМЕРШ» Островного сектора береговой обороны Владивостокского морского оборонительного района Тихоокеанского флота                                                                         | 18.07.1918           | 14.08.1945  |                                                                                        |  |
| 42 | указ от 14.09.1945             | Кузнецов, Степан Матвеевич         | Капитан                          | командир 71-го отряда особого назначения разведотдела штаба Амурской военной флотилии | 06.11.1911           | 15.11.1983  |                                                                                        |  |
| 43 | указ от 08.09.1945 (посмертно) | Ласкунов, Николай Алексеевич       | Подполковник                     | заместитель начальника оперативного отдела штаба 15-й армии 2-го Дальневосточного фронта | 17 мая 1911          | 11.08.1945  |                                                                                        |  |
| 44 | указ от 14.09.1945             | Лоскутов, Виктор Георгиевич        | Лейтенант                        | лётчик 34-го ближнебомбардировочного авиационного полка 10-й авиационной дивизии пикирующих бомбардировщиков ВВС Тихоокеанского флота | 27.09.1923           | 23.02.1970  |                                                                                        |  |
| 45 | указ от 14.09.1945             | Малик, Михаил Григорьевич          | Капитан-лейтенант                | командир 2-го дивизиона торпедных катеров 1-й бригады торпедных катеров Тихоокеанского флота | 16.05.1911           | 09.10.1980  |                                                                                        |  |
| 46 | указ от 08.09.1945             | Малиновский, Родион Яковлевич      | Маршал Советского Союза          | командующий войсками Забайкальского фронта | 22.11.1898           | 31.03.1967  | Вторично звание Героя Советского Союза присвоено 22 ноября 1958 года.                  |  |
| 47 | указ от 14.09.1945             | Маркелов, Николай Григорьевич      | Старший сержант                  | парторг 355-го отдельного батальона морской пехоты Сучанского сектора береговой обороны Тихоокеанского флота | 15.09.1917           | 22.12.2004  |                                                                                        |  |
| 48 | указ от 08.09.1945             | Масленников, Иван Иванович         | Генерал армии                    | заместитель Главнокомандующего] советскими войсками на Дальнем Востоке | 16.09.1900           | 16.04.1954  |                                                                                        |  |
| 49 | указ от 14.09.1945             | Матвеев, Яков Иванович             | Капитан                          | помощник по лётной подготовке командира 37-го штурмового авиационного полка 12-й штурмовой авиационной дивизии Военно-воздушных сил Тихоокеанского флота                                                                                   | 27.12.1912           | 25.08.2001  |                                                                                        |  |
| 50 | указ от 08.09.1945             | Маюров, Иван Иванович              | Лейтенант                        | начальник разведки дивизиона 65-го гаубичного артиллерийского полка 680-й артиллерийской бригады 3-й стрелковой дивизии 2-й армии 2-го Дальневосточного фронта                                                                             | 26.10.1918           | 30.05.2000  |                                                                                        |  |
| 51 | указ от 14.09.1945             | Миронов, Леонид Сергеевич          | Капитан-лейтенант                | командир фрегата «ЭК-2» 1-й бригады сторожевых кораблей Тихоокеанского флота | 16.06.1915           | 10.10.1991  |                                                                                        |  |
| 52 | указ от 08.09.1945             | Моисеенко, Владимир Григорьевич    | Старшина второй статьи           | электрик фрегата «ЭК-34» 1-й бригады сторожевых кораблей Тихоокеанского флота | 27.06.1926           | 27.08.1973  |                                                                                        |  |
| 53 | указ от 08.09.1945             | Наконечный, Анатолий Гаврилович    | Майор                            | начальник штаба 212-го гвардейского гаубичного артиллерийского полка 8-й гвардейской гаубичной артиллерийской бригады 3-й гвардейской артиллерийской дивизии прорыва 5-го артиллерийского корпуса прорыва 39-й армии Забайкальского фронта | 06.06.1915           | 14.08.1945  |                                                                                        |  |
| 54 | указ от 14.09.1945             | Никандров, Александр Михайлович    | Мичман                           | командир взвода 140-го отдельного разведывательного отряда разведотдела штаба Тихоокеанского флота | 25.12.1912           | 20.11.2003  |                                                                                        |  |
| 55 | указ от 14.09.1945             | Николаев, Алексей Михайлович       | Майор                            | командир 26-го штурмового авиационного полка 12-й штурмовой авиационной дивизии ВВС Тихоокеанского флота | 11.10.1910           | 07.11.1991  |                                                                                        |  |
| 56 | указ от 08.09.1945             | Олешев, Николай Николаевич         | Генерал-лейтенант                | командир 113-го стрелкового корпуса 39-й армии Забайкальского фронта | 21.09.1903           | 02.11.1970  |                                                                                        |  |
| 57 | указ от 14.09.1945             | Пантелеев, Лев Николаевич          | Капитан 3-го ранга               | начальник штаба 1-й бригады торпедных катеров Тихоокеанского флота | 19.08.1910           | 14.08.1980  |                                                                                        |  |
| 58 | указ от 08.09.1945             | Перекрестов, Григорий Никифорович  | Генерал-майор                    | командир 65-го стрелкового корпуса 5-й армии 1-го Дальневосточного фронта | 17 января 1904       | 13.07.1992  |                                                                                        |  |
| 59 | указ от 14.09.1945             | Пономарёв, Дмитрий Григорьевич     | Капитан 1-го ранга               | командир Петропавловской военно-морской базы Тихоокеанского флота | 03.11.1908           | 26.12.1982  |                                                                                        |  |
| 60 | указ от 08.09.1945 (посмертно) | Попов, Георгий Евдокимович         | Красноармеец                     | автоматчик 98-го отдельного пулемётного батальона 106-го укреплённого района 25-й армии Дальневосточного фронта | 1903                 | 09.08.1945  |                                                                                        |  |
| 61 | указ от 14.09.1945             | Попович, Григорий Данилович        | Майор                            | помощник командира по лётной подготовке и воздушному бою 4-го минно-торпедного авиационного полка 2-й минно-торпедной авиационной дивизии ВВС Тихоокеанского флота                                                                         | 23.04.1905           | 24.09.1966  |                                                                                        |  |
| 62 | указ от 14.09.1945             | Почтарёв, Тимофей Алексеевич       | Майор                            | офицер-оператор штаба береговой обороны Петропавловской военно-морской базы Тихоокеанского флота | 03.11.1913           | 18.09.1992  |                                                                                        |  |
| 63 | указ от 08.09.1945             | Романов, Николай Фёдорович         | Лейтенант                        | командир танка 171-й танковой бригады 15-й армии 2-го Дальневосточного фронта | 15.03.1916           | 11.04.1963  |                                                                                        |  |
| 64 | указ от 08.09.1945             | Савельев, Михаил Иванович          | Генерал-лейтенант танковых войск | командир 5-го гвардейского танкового корпуса 6-й гвардейской танковой армии Забайкальского фронта | 24.01.1896           | 23.09.1970  |                                                                                        |  |
| 65 | указ от 08.09.1945 (посмертно) | Савушкин, Степан Аверьянович       | Старший лейтенант                | начальник физической подготовки 101-й стрелковой дивизии 16-й армии 2-го Дальневосточного фронта | 25.02.1917           | 18.08.1945  |                                                                                        |  |
| 66 | указ от 08.09.1945             | Светецкий, Григорий Григорьевич    | Капитан                          | командир стрелкового батальона 165-го стрелкового полка 79-й стрелковой дивизии 56-го стрелкового корпуса 16-й армии 2-го Дальневосточного фронта                                                                                          | 11.10.1918           | 08.09.2007  |                                                                                        |  |
| 67 | указ от 14.09.1945             | Серов, Илья Александрович          | Старший лейтенант                | командир эскадрильи 26-го штурмового авиационного полка 12-й штурмовой авиационной дивизии ВВС Тихоокеанского флота | 26.07.1917           | 03.09.2009  |                                                                                        |  |
| 68 | указ от 14.09.1945             | Сигов, Василий Иванович            | Старшина первой статьи           | командир экипажа самоходной баржи № 1 отряда высадочных средств Камчатской военной флотилии Тихоокеанского флота | 22.06.1919           | 21.07.1987  |                                                                                        |  |
| 69 | указ от 08.09.1945             | Сидоров, Павел Никитович           | Старший лейтенант                | командир батареи 284-го артиллерийского полка 56-го стрелкового корпуса 16-й армии 2-го Дальневосточного фронта | 10.12.1912           | 15.07.1977  |                                                                                        |  |
| 70 | указ от 14.09.1945             | Ситников, Василий Петрович         | Ефрейтор                         | командир миномётного отделения 74-го батальона морской пехоты 13-й бригады морской пехоты Тихоокеанского флота | 14 января 1911 года  | 09.08.1968  |                                                                                        |  |
| 71 | указ от 08.09.1945 (посмертно) | Смирных, Леонид Владимирович       | Капитан                          | командир стрелкового батальона 179-го стрелкового полка 79-й стрелковой дивизии 56-го стрелкового корпуса 16-й армии 2-го Дальневосточного фронта                                                                                          | 14 апреля 1913 года  | 16.08.1945  |                                                                                        |  |
| 72 | указ от 14.09.1945             | Сорнев, Игорь Андреевич            | Старший лейтенант                | командир канонерской лодки «Пролетарий» 3-й бригады речных кораблей Амурской военной флотилии | 19.02.1919           | 29.09.1982  |                                                                                        |  |
| 73 | указ от 14.09.1945             | Терновский, Георгий Владимирович   | Капитан 3-го ранга               | флагманский артиллерист бригады сторожевых кораблей Тихоокеанского флота | 23.04.1915           | 12.07.1970  |                                                                                        |  |
| 74 | указ от 14.09.1945             | Трушин, Василий Прокофьевич        | Генерал-майор                    | командир 13-й бригады морской пехоты Тихоокеанского флота | 07.02.1899           | 05.04.1974  |                                                                                        |  |
| 75 | указ от 14.09.1945             | Трушкин, Василий Фёдорович         | Старший лейтенант                | командир эскадрильи 26-го штурмового авиационного полка 12-й штурмовой авиационной дивизии ВВС Тихоокеанского флота | 12.04.1915           | 23.11.1981  |                                                                                        |  |
| 76 | указ от 08.09.1945 (посмертно) | Фирсов, Александр Яковлевич        | Младший сержант                  | пулемётчик 567-го стрелкового полка 384-й стрелковой дивизии 25-й армии 1-го Дальневосточного фронта | 11.08.1925           | 11.08.1945  |                                                                                        |  |
| 77 | указ от 14.09.1945             | Хворостянов, Илья Алексеевич       | Капитан-лейтенант                | командир Ханкайского отдельного отряда бронекатеров Амурской военной флотилии | 20.07.1914           | 19.02.1988  |                                                                                        |  |
| 78 | указ от 14.09.1945 (посмертно) | Цуканова, Мария Никитична          | Красноармеец                     | санинструктор 355-го отдельного батальона морской пехоты Сучанского сектора береговой обороны Тихоокеанского флота | 14.09.1924           | 15.08.1945  |                                                                                        |  |
| 79 | указ от 08.09.1945             | Черепанов, Корнилий Георгиевич     | Генерал-майор                    | командир 300-й стрелковой дивизии 26-го стрелкового корпуса 1-й Краснознамённой армии 1-го Дальневосточного фронта | 26.09.1905           | 30.01.1999  |                                                                                        |  |
| 80 | указ от 08.09.1945             | Шахматов, Семён Семёнович          | Лейтенант                        | командир стрелкового взвода 630-го стрелкового полка 388-й стрелковой дивизии 15-й армии 2-го Дальневосточного фронта | 22.01.1915           | 29.12.1981  |                                                                                        |  |
| 81 | указ от 08.09.1945             | Шутов, Пётр Иванович               | Майор                            | заместитель командира 138-го стрелкового полка 101-й стрелковой дивизии 16-й армии 2-го Дальневосточного фронта | 24.01.1905           | 25.07.1982  |                                                                                        |  |
| 82 | указ от 08.09.1945             | Юдин, Сергей Тимофеевич            | Старший лейтенант                | командир стрелковой роты 157-го стрелкового полка 79-й стрелковой дивизии 56-го стрелкового корпуса 16-й армии 2-го Дальневосточного фронта                                                                                                | 06.08.1916           | 21.12.1983  |                                                                                        |  |
| 83 | указ от 14.09.1945             | Юмашев, Иван Степанович            | Адмирал                          | командующий Тихоокеанским флотом | 09.10.1895           | 02.09.1972  |                                                                                        |  |
| 84 | указ от 08.09.1945 (посмертно) | Якубин, Иван Максимович            | Старший сержант                  | командир отделения 132-го моторизованного штурмового инженерно-сапёрного батальона 15-й армии 2-го Дальневосточного фронта | 23.03.1916           | 13.08.1945  |                                                                                        |  |
| 85 | указ от 14.09.1945 (посмертно) | Янко, Михаил Егорович              | Младший лейтенант                | командир звена 37-го штурмового авиационного полка 12-й штурмовой авиационной дивизии Военно-воздушных сил Тихоокеанского флота | 18.08.1918           | 10.08.1945  |                                                                                        |  |
| 86 | указ от 08.09.1945             | Яровой, Артемий Сергеевич          | Капитан                          | командир стрелкового батальона 214-го стрелкового полка 12-й стрелковой дивизии 2-й армии 2-го Дальневосточного фронта | 02.11.1908           | 21.08.1994  |                                                                                        |  |
| 87 | указ от 14.09.1945             | Яроцкий, Иван Михайлович           | Старший лейтенант                | командир роты автоматчиков 13-й бригады морской пехоты Тихоокеанского флота | 18.06.1916           | 25.07.1980  |                                                                                        |  |